# Bombycilaena
Bombycilaena é um género botânico pertencente à família Asteraceae.